# Interregnum (Schach)

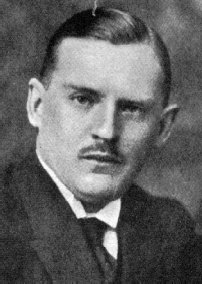
Alexander Aljechin (Foto: 1923) starb am 24. März 1946.

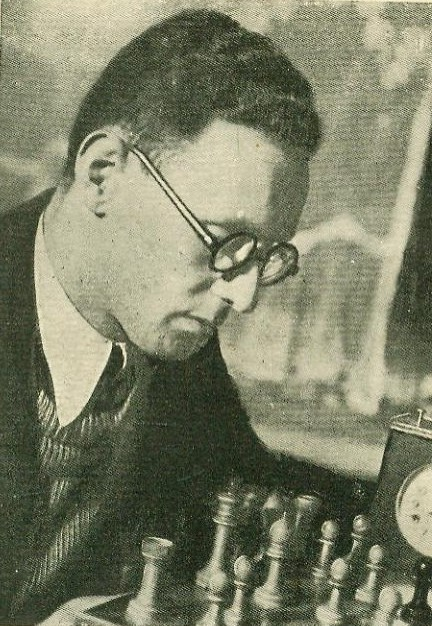
Michail Botwinnik (Foto: 1933) wurde am 17. Mai 1948 Schachweltmeister.

Als Interregnum (lat. „Zwischenregierung“) wird im Schach die Periode zwischen dem Tod des amtierenden Schachweltmeisters Alexander Aljechin am 24. März 1946 und dem Abschluss eines von Michail Botwinnik gewonnenen Turniers am 17. Mai 1948 bezeichnet, in der es keinen Schachweltmeister gab.
Das Interregnum fiel in die Zeit der Neuordnung der FIDE nach dem Zweiten Weltkrieg. Die FIDE wollte laut FIDE-Präsident Alexander Rueb im Sommer 1946 in Zürich zusammenkommen, um über die Weiterführung des internationalen Schachs und einen möglichen Weltmeisterschaftskampf zwischen Aljechin und Botwinnik zu beraten, welcher der erste Weltmeisterschaftskampf seit der Schachweltmeisterschaft 1937 gewesen wäre. Am 24. März 1946 verstarb jedoch Aljechin in Portugal. Bei dem inzwischen nach Winterthur verlegten Treffen zeigte die FIDE erstmals seit 1938 wieder ein Lebenszeichen. Durch den Zweiten Weltkrieg finanziell erschüttert, hatten Mitgliedsstaaten zunächst die Zahlung der jährlichen Beiträge eingestellt und auch jetzt noch Probleme, Geld für das Treffen aufzutreiben. Letztlich konnten nur neun Staaten teilnehmen, weshalb Beschlüsse nur bis zum nächsten Kongress ein Jahr später gültig waren. Andere Staaten besaßen keine anerkannte nationale Föderation.
Auf dem Kongress wurde ein vierrundiges Weltmeisterschaftsturnier zwischen fünf namentlich genannten und einem ungenannten Spieler in den Niederlanden im Juli 1947 beschlossen. Zwei Qualifikationsturniere in Groningen und Prag sollten den weiteren Kandidaten festlegen. Weitere Weltmeisterschaften sollten dann 1950 und 1953 stattfinden.
Zuletzt waren – nach zwischenzeitlicher Beschwerde der Vereinigten Staaten den Qualifikationszeitpunkt betreffend – Michail Botwinnik, Paul Keres, Wassili Smyslow (jeweils Sowjetunion), Samuel Reshevsky und Isaac Kashdan (jeweils Vereinigte Staaten) durch Nominierung sowie Miguel Najdorf (Argentinien) durch den Sieg beim Qualifikationsturnier in Prag als Teilnehmer festgelegt. Die Vereinigten Staaten hatten die beiden Bestplatzierten der US-Meisterschaft ausgesucht. Da Reuben Fine, der zuerst von der FIDE vorgeschlagen wurde, keine Zeit für die Teilnahme an der US-Meisterschaft hatte, wurde er durch Isaac Kashdan ersetzt.
Durch schachpolitische Uneinigkeiten platzte die Weltmeisterschaft schließlich.
1947 schrieb Botwinnik darüber, dass die FIDE in ihrem aktuellen Zustand unfähig sei, eine Weltmeisterschaft auszurichten. Denn sie verfüge weder über die nötige Autorität, noch die finanziellen Mittel. Nach seiner Ansicht sollte ein Weltmeisterschaftsturnier abgehalten werden und der amtierende Weltmeister alle paar Jahre gegen den Gewinner eines Qualifikationsturnieres in einem Zweikampf antreten, wobei der Titel wieder vakant würde, wenn ein Zweikampf nicht zustande käme.
Inzwischen waren erneut Keres, Botwinnik, Smyslov, Fine und Reshevsky als Weltmeisterschaftskandidaten im Gespräch, als Miguel Najdorf bekundete, nicht schlechter als die fünf Kandidaten zu spielen.
Vom 30. Juli bis zum 2. August 1947 fand in Den Haag das jährliche Treffen der FIDE statt. Es wurde beschlossen, dass der Weltmeisterschaftskampf im März 1948 stattfinden sollte, wobei auch eine zweiwöchige Pause während des Turniers eingeplant war. Als Teilnehmer wurden nun Botwinnik, Smyslow, Keres, Fine, Reshevsky und Euwe vorgesehen.
Anfang 1948 sagte Fine seine Teilnahme am Turnier ab, da er an seiner Dissertation in Psychologie arbeitete. Bemühungen, Fine zur Teilnahme zu bewegen, scheiterten.
Die Schachweltmeisterschaft 1948 fand schließlich ab dem 1. März 1948 als Turnier statt, in dem in Den Haag und Moskau insgesamt 20 Runden gespielt wurden, wobei Botwinnik als Weltmeister ermittelt wurde.

## Damen

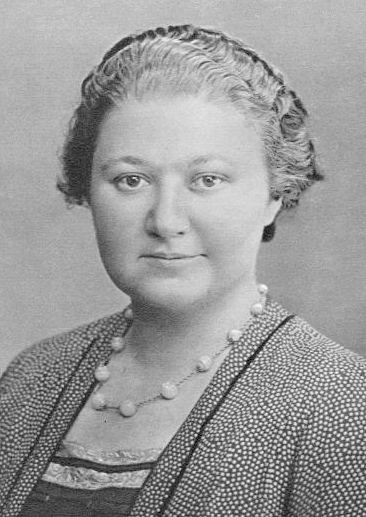
Vera Menchik (Foto: 1933) starb am 27. Juni 1944.

Bei den Schachweltmeisterinnen ergab sich ebenfalls eine mehrjährige Periode ohne Titelträgerin, nachdem Vera Menchik am 27. Juni 1944 Opfer eines Raketenangriffs der Deutschen auf Kent im Zweiten Weltkrieg wurde, wobei sie gemeinsam mit ihrer Mutter und Schwester Olga Rubery getötet wurde. Der Titel blieb bis 1950 vakant, als Ljudmila Rudenko das Rundenturnier um die Schachweltmeisterschaft der Frauen 1949/50 gewann. Danach wurde die Weltmeisterin bis 1996 in Zweikämpfen ermittelt, wobei sich die Herausforderinnen in Weltmeisterschaftszyklen qualifizieren mussten.